# Imunofluorescență
Imunofluorescența (IF) este o tehnică de laborator pentru vizualizarea prin microscopie în ultraviolet a antigenilor sau anticorpilor localizați în celule sau țesuturi cu ajutorul anticorpilor fluorescenți.  Ea permite determinarea prezenței și localizării unui antigen într-un preparat microscopic (secțiuni de țesut, frotiu celular, etalare microbiană etc.) sau a unor anticorpi într-un ser patologic. Imunofluorescența utilizează anticorpii marcați cu un compus fluorescent (izotiocianat de fluoresceină, sulfat de rodamină, etc.) numit fluorocrom, iar preparatul microscopic după ce a fost tratat cu anticorpi fluorescenți este examinat la microscop în lumină ultravioletă.  
Imunofluorescența poate fi directă sau indirectă. 
- Imunofluorescența directă (IFD) detectează antigenele sau anticorpii într-o singură treaptă, atunci când serul marcat cu anticorpi fluorescenți este adăugat direct la preparatul microscopic.
- Imunofluorescența indirectă (IFID) (de tip sandwich) de circa 10 ori mai sensibilă comparativ cu imunofluorescența directă, detectează autoanticorpii circulanți, în două etape. În prima etapă se adăugă la preparatul microscopic o diluție de ser: fie ser pentru a fi analizat, fie imunoser (antiser) specific pentru identificarea antigenului în preparat. În a doua etapă se adăugă la preparatul microscopic o soluție de anticorpi marcați specific pentru imunoglobulinele serice adăugată în prima etapă a reacției.

Imunofluorescența prezintă o valoare mare diagnostică, fiind mai ieftină comparativ cu alte procedee (immunoblotting) care sunt însă mai specifice. Imunofluorescența este utilizată pe scară largă în practica curentă pentru identificarea depozitelor de molecule (de exemplu imunoglobuline, componentele complementului, etc) în țesuturile patologice, pentru punerea în evidență în serurile pacienților a autoanticorpilor, cum ar fi anticorpii antinucleari (AAN) sau anticorpii anticitoplasmatici antineutrofilici (ANCA) și în microbiologie (de exemplu detectarea anticorpilor antitreponemici prin FTA).  